# Longboat Key
Longboat Key és una població dels Estats Units a l'estat de Florida. Segons el cens del 2000 tenia 7.603 habitants.

## Demografia
Segons el cens del 2000, Longboat Key tenia 7.603 habitants, 4.280 habitatges, i 2.846 famílies. La densitat de població era de 596,7 habitants/km².
Dels 4.280 habitatges en un 3% hi vivien nens de menys de 18 anys, en un 64,3% hi vivien parelles casades, en un 1,4% dones solteres, i en un 33,5% no eren unitats familiars. En el 30,2% dels habitatges hi vivien persones soles el 21,6% de les quals corresponia a persones de 65 anys o més que vivien soles. El nombre mitjà de persones vivint en cada habitatge era d'1,78 i el nombre mitjà de persones que vivien en cada família era de 2,11.
Per edats la població es repartia de la següent manera: un 2,6% tenia menys de 18 anys, un 0,9% entre 18 i 24, un 5,7% entre 25 i 44, un 32,4% de 45 a 60 i un 58,3% 65 anys o més.
L'edat mediana era de 68 anys. Per cada 100 dones de 18 o més anys hi havia 86,7 homes.
La renda mediana per habitatge era de 90.251 $ i la renda mediana per família de 107.983 $. Els homes tenien una renda mediana de 61.157 $ mentre que les dones 30.104 $. La renda per capita de la població era de 80.963 $. Entorn de l'1,4% de les famílies i el 2,9% de la població estaven per davall del llindar de pobresa.

## Poblacions més properes
El següent diagrama mostra les poblacions més properes.